# Aeroportul Biała Podlaska
Aeroportul Biała Podlaska (IATA: BXP, ICAO: EPBP) este un aeroport din Biała Podlaska, Lublin, Polonia ce deservește zona Biała Podlaska. A fost deschis în 2011 și numit după zona deservită.
Situat la o altitudine de 142 m, aeroportul dispune de 1 pistă.

## Infrastructură

### Piste
Aeroportul dispune de o singură pistă. Pista are orientarea 06/24. 